# Eleição municipal de Luziânia em 2016
A eleição municipal da cidade brasileira de Luziânia ocorreu em 2 de outubro de 2016 para eleger um prefeito, um vice-prefeito e membros da Câmara de Vereadores. O prefeito Cristóvão Tormin, do PSD, que disputava a reeleição, chegou a ter sua candidatura invalidada pelo TRE, sob a acusação de fraudar a ata de convenção partidária, porém foi liberado para continuar na disputa. O pessedista obteve 39.660 votos, apenas 718 a mais que seu rival Marcelo Melo, do PSDB, que recebeu 38.942 sufrágios.
Já o terceiro colocado, Augustinho do PSOL, angariou somente 7.435 votos do eleitorado luzianiense.

## Candidatos
| Nº | Candidato(a) (em ordem alfabética) | Partido | Vice-candidato(a)      | Coligação | Ocupação                  | Grau de Instrução   |
| -- | ---------------------------------- | ------- | ---------------------- | --- | ------------------------- | ------------------- |
| 45 | Marcelo Melo                       | PSDB    | Marcos Cunha (PSDB)    | "Luziânia da Verdade" (PSDB, PMDB, PP, PSL, REDE, PTN, PPS, DEM, PRTB, PHS, PMB, SD, PTdoB, PPL, PTC, PR, PRP) | Pecuarista                | Superior Incompleto |
| 50 | Augustinho do PSOL                 | PSOL    | Ricardo Peres (PSOL)   | Partido não coligado                                                                                           | Professor de Ensino Médio | Superior Completo   |
| 55 | Cristóvão Tormin                   | PSD     | Professora Edna (PROS) | "Luziânia no Caminho Certo" (PSD, PTB, PRB, PSDC, PDT, PMN, PV, PCdoB, PT, PSB, PEN, PSC, PROS)                | Prefeito                  | Superior Completo   |

## Resultados

### Prefeito

#### Primeiro turno
| Partido | Partido | Candidato          | Votos  | Votos (%) |
| ------- | ------- | ------------------ | ------ | --------- |
|         | PSD     | Cristóvão Tormin   | 39,660 | 46,1%     |
|         | PSDB    | Marcelo Melo       | 38,942 | 45,26%    |
|         | PSOL    | Augustinho do PSOL | 7,435  | 8,64%     |
| Totais  | Totais  | Totais             | 86,037 |           |
| Fonte:  |         |                    |        |           |

### Candidatos a Vice-prefeito em Luziânia- GO
Para o cargo de vice-prefeito, estavam na disputa a Professora e até então vereadora Edna Aparecida Alves do Santos, que foi a eleita aos 45 anos. O vereador Marcos Antonio da Cunha, 46 anos. E o professor Ricardo Alves Peres Moreira, 48 anos. 

### Eleitorado
Na eleição para prefeito da cidade de Luziânia foram contabilizados no total 118.594 votos, sendo destes 47,74% representados pelo sexo masculino, enquanto que 52,24% dos votos foram repr esentados pelo sexo feminino.
Abaixo a tabela com as especificações dos números de votos por faixa etária e sexo.
| Faixa Etária       | Masculino | Feminino |
| ------------------ | --------- | -------- |
| Inválida           | 0         | 2        |
| 16 anos            | 216       | 223      |
| 18 a 20 anos       | 3.645     | 3.902    |
| 21 a 24 anos       | 5.892     | 6.247    |
| 25 a 34 anos       | 13.465    | 14.795   |
| 35 a 44 anos       | 12.923    | 14.341   |
| 45 a 59 anos       | 12.432    | 13.818   |
| 60 a 69 anos       | 4.168     | 4.477    |
| 70 a 79 anos       | 2.062     | 2.222    |
| Superior a 79 anos | 1.146     | 1.232    |

### Vereadores eleitos
Foram eleitos 21 vereadores para compor a Câmara Municipal de Luziânia.
Na eleição municipal de 2016, a cidade teve um total de 325 candidatos a vereador na cidade de Luziânia. De 21 vereadores eleitos, apenas quatro são mulheres (Diretora Ana Lúcia e Luzia diretora - ambas do PSDB; Professora Jaqueline, do PSD e Valdirene Tavares, do PRB). A vereadora mais votada foi uma mulher, Diretora Ana Lúcia (PSDB - 3,72%). A maioria dos vereadores eleitos são do PSD (seis candidatos eleitos), o segundo partido com maior número de vereadores eleitos foi o PSDB (três candidatos eleitos), os partidos seguintes elegeram apenas um de seus candidatos: PMB, PMN, PRB, PSB, PDT, PHS, PROS, PPS, PCdoB, PP e PTC.
| Candidato(a)           | Partido | Votação     | Votação |
| Candidato(a)           | Partido | Porcentagem | Total   |
| ---------------------- | ------- | ----------- | ------- |
| Diretora Ana Lúcia     | PSDB    | 3,72%       | 3.249   |
| Professora Jaqueline   | PSD     | 1,85%       | 1.618   |
| Luzia Diretora         | PSDB    | 1,71%       | 1.489   |
| Tiola                  | PSD     | 1,65%       | 1.440   |
| Eliel Júnior           | PMB     | 1,60%       | 1.394   |
| Serginho Meio Ambiente | PSD     | 1,56%       | 1.359   |
| Dioscler               | PMN     | 1,54%       | 1.343   |
| Télio Rodrigues        | PSDB    | 1,47%       | 1.286   |
| Valdirene Tavares      | PRB     | 1,43%       | 1.249   |
| Carlos da Liga         | PSB     | 1,39%       | 1.215   |
| Paulinho Cabeleireiro  | PSD     | 1,38%       | 1.208   |
| Boaz de Albuquerque    | PDT     | 1,37%       | 1.198   |
| Felipe do Mandu        | PPS     | 1,22%       | 1.065   |
| Everaldo Meireles      | PHS     | 1,22%       | 1.065   |
| Murilo Roriz           | PSD     | 1,14%       | 993     |
| Aderbal                | PROS    | 1,12%       | 979     |
| Professor Rubão        | PPS     | 1,12%       | 973     |
| Padre Hildo            | PSD     | 1,09%       | 947     |
| Ivan Couto             | PCdoB   | 1,03%       | 901     |
| Zezinho do Açougue     | PP      | 0,96%       | 839     |
| Zé Maria               | PTC     | 0,83%       | 721     |